# Год, прожитый по-библейски
«Год, прожитый по-библейски: скромные искания человека следовавшего Библии насколько это было возможно» (англ. The Year of Living Biblically: One Man's Humble Quest to follow the Bible as Literally as Possible ) — книга, написанная А. Дж. Джейкобсом, редактором журнала «Эсквайр», опубликованная в 2007 году.
В 2013 году в издательстве «Манн, Иванов и Фербер» вышел перевод книги на русском языке.

## Содержание
Писатель повествует о годе жизни, в течение которого старался следовать всем правилам и руководствам, которые смог найти в Библии — оказалось, их больше 700. Первые девять месяцев с августа до мая он следовал канонам Ветхого Завета, погрузившись в иудейскую культуру, перед тем как сконцентрироваться на христианстве и Новом Завете в оставшиеся три месяца.
В книге Джейкобс описывает большинство библейских традиций, как малоизвестных, так и распространённых, которых старается придерживаться настолько близко, насколько это возможно. Автор встречается с многочисленными религиозными группами, чтобы описать их взгляды на Библию в целом, равно как и их отношение к религиозным обрядам. Вот некоторые люди и общины, встречи с которыми Джейкобс описывает в книге:
- Община амишей из графства Ланкастер, Пенсильвания;
- Кен Хам[англ.] из «Музея Сотворения», Петербург[англ.], штат Кентукки;
- Раввин Робби Харрис из Еврейской теологической семинарии Америки, Манхэттен, Нью-Йорк;
- Миссионеры свидетелей Иеговы;
- Евреи-хасиды из Бруклина, Нью-Йорк;
- Члены организации «Атеисты Нью-Йорка»;
- Декан Хаббард из Миссисипи, работающий над расширением Red Heifer в сотрудничестве с Чеймом Ричманом[англ.] из Института Храма, Израиль;
- Пастух-бедуин из пустыни Негев, Израиль;
- Бенджамин Тседака из коммуны самаритян, Тель-Авив, Израиль.
- Пастор Баптистской церкви Томаса Роуда[англ.] Джерри Фалуэлл в Линчберге (Виргиния);
- Психотерапевт Ральф Блэр[англ.], основатель организации Evangelicals Concerned, дружественной геям и лесбиянкам;
- Социолог и пастор Тони Камполо, лидер движения Red-Letter Christian[англ.];
- Пастор-пятидесятник Джимми Морроу «Церковь Бога сих знамений[англ.]» в Дель-Рио[англ.] (Теннесси), практикующий ритуал поднятия змея[англ.].

## Экранизация
По книге планировалась съёмка одноимённого фильма. В 2007 году было объявлено, что в производстве будет задействована киностудии Paramount Pictures и Plan B Entertainment Брэда Питта, а режиссёром будет Джулиан Фарино. Однако в октябре 2015 года телеканал CBS приобрёл права на экранизацию. В мае 2017 года начала работать над съёмками проекта, получившего название «Год жизни по-библейски», премьера которого состоялась 26 февраля 2018 года.

## Перевод
- Джейкобс Эй Джей. Год, прожитый по-библейски = The Year of Living Biblically / Перевод Т. Мамедова, Под ред. Т. Рапопорт. — М.: Манн, Иванов и Фербер, 2013. — 400 с. — (Мировой бестселлер). — ISBN 978-5-91657-809-6.